# Leon Dajaku
Leon Dajaku (Waiblingen, 12 aprile 2001) è un calciatore tedesco, attaccante dello Sharjah.

## Biografia
Nato a Waiblingen in Germania, da genitori kosovaro-albanesi.

## Carriera

### Club

#### Stoccarda
Cresciuto nelle giovanili del Stoccarda, fa il suo debutto in prima squadra il 9 dicembre 2018 subentrando a Anastasios Dōnīs in occasione della sconfitta di campionato per mano del Borussia M'gladbach (3-0). Il 24 maggio 2019 vince la Coppa di Germania U-19 in finale contro i pari età del RB Lipsia, dopo esser risultato decisivo nella semifinale della competizione con una doppietta.

#### Bayern Monaco
Il 16 luglio 2019 si trasferisce tra le file del Bayern Monaco firmando un contratto valido fino al 30 giugno 2023. 
Quattro giorni dopo debutta con il Bayern Monaco II in 3. Liga, subentra a Meritan Shabani nella trasferta persa 3-1 contro il Kickers Würzburg.
Il 24 agosto va a segno nel pareggio casalingo contro il Chemnitz (2-2). Fa il suo esordio in prima squadra il 21 dicembre seguente, subentra a Serge Gnabry nella vittoria casalinga di campionato contro il Wolfsburg (2-0).
Il 20 ottobre 2020 debutta in Coppa di Germania subentrando a Thomas Müller nel match vinto 0-3 contro il Düren.

#### Union Berlino
Il 16 gennaio 2021, dopo un anno e mezzo passati tra le file dei Die Roten, viene ceduto in prestito con diritto di riscatto all'Union Berlino. Quattro giorni dopo debutta con i Die Eisernen, subentra a Cedric Teuchert nella trasferta di campionato persa 1-0 contro il RB Lipsia. Il 31 agosto seguente l'Union esercita il diritto di riscatto per poi girare in prestito il cartellino al Sunderland.

#### Sunderland ed il prestito al San Gallo
Esordice con i The Black Cats il 21 settembre 2021 partendo da titolare nel terzo turno di EFL Cup vinto contro il Wigan (0-2). Quattro giorni dopo debutta in League One subentrando a Alex Pritchard nel match vinto 1-0 contro il Bolton. Il 6 novembre arriva anche il suo debutto in FA Cup in occasione dell'eliminazione al primo turno per mano del Mansfield Town (0-1). Nel giugno 2022, dopo aver collezionato 22 presenze e 4 gol in League One, si accasa a titolo definitivo nel Wearside firmando un contratto biennale. In seguito alla promozione ottenuta nella stagione precedente, il 6 agosto debutta in Championship subentrando a Ellis Simms nella trasferta vinta contro il Bristol City (2-3). Il 26 gennaio 2023, dopo aver collezionato 10 presenze in Championship nella prima metà della stagione, si trasferisce in prestito al San Gallo fino al termine della stessa. tre giorni dopo esordisce in Super League subentrando a Chadrac Akolo nella partita terminata 1-0 in casa del Zurigo. Il 1º marzo debutta in Coppa Svizzera in occasione dell'eliminazione ai tempi supplementari dei quarti di finale per mano del Basilea (1-2).

#### Hajduk Spalato
Il 26 giugno 2023 si accasa nell'Hajduk Spalato firmando un contratto valido fino all'estate del 2027. Debutta per i Majstori s mora il 21 luglio seguente subentrando al posto di Jan Mlakar nel derby di campionato vinto contro la Dinamo Zagabria (1-2). Trova la prima rete con la casacca dei Bili il 13 agosto in occasione del match di campionato vinto 3-0 contro lo Slaven Belupo. Il 27 febbraio 2024 fa il suo debutto in Coppa di Croazia, parte da titolare nel quarto di finale vinto 5-0 contro il Varaždin. Il 12 gennaio 2025 rescinde consensualmente il suo contratto con il club spalatino.

#### Sharjah
Nel marzo 2025, Dajaku entra a far parte della squadra emiratina dello Sharjah, militante nella UAE Pro League, con cui debutta nella semifinale della UAE League Cup 2024-2025 contro lo Shabab Al-Ahli, subentrando all'86º minuto al posto di Majid Rashid.

### Nazionale
Il 9 ottobre 2019 trova la prima marcatura con Germania U-19, mette a referto la rete dell'1-0 nel match valevole per la qualificazione dell'Europeo di categoria contro l'Andorra. Tre giorni dopo mette a segno una doppietta contro la Bielorussia.

## Statistiche

### Cronologia presenze e reti in nazionale
| Cronologia completa delle presenze e delle reti in nazionale ― Germania under 20 | Cronologia completa delle presenze e delle reti in nazionale ― Germania under 20 | Cronologia completa delle presenze e delle reti in nazionale ― Germania under 20 | Cronologia completa delle presenze e delle reti in nazionale ― Germania under 20 | Cronologia completa delle presenze e delle reti in nazionale ― Germania under 20 | Cronologia completa delle presenze e delle reti in nazionale ― Germania under 20 | Cronologia completa delle presenze e delle reti in nazionale ― Germania under 20 | Cronologia completa delle presenze e delle reti in nazionale ― Germania under 20 |
| Data                                                                             | Città                                                                            | In casa                                                                          | Risultato                                                                        | Ospiti                                                                           | Competizione                                                                     | Reti                                                                             | Note                                                                             |
| -------------------------------------------------------------------------------- | -------------------------------------------------------------------------------- | -------------------------------------------------------------------------------- | -------------------------------------------------------------------------------- | -------------------------------------------------------------------------------- | -------------------------------------------------------------------------------- | -------------------------------------------------------------------------------- | -------------------------------------------------------------------------------- |
| 7-10-2021                                                                        | Rzeszów                                                                          | Polonia under 20                                                                 | 0 – 0                                                                            | Germania under 20                                                                | Torneo 8 Nazioni                                                                 | -                                                                                | 67’                                                                              |
| Totale                                                                           |                                                                                  | Presenze                                                                         | 1                                                                                |                                                                                  | Reti                                                                             | 0                                                                                |                                                                                  |

| Cronologia completa delle presenze e delle reti in nazionale ― Germania under 19 | Cronologia completa delle presenze e delle reti in nazionale ― Germania under 19 | Cronologia completa delle presenze e delle reti in nazionale ― Germania under 19 | Cronologia completa delle presenze e delle reti in nazionale ― Germania under 19 | Cronologia completa delle presenze e delle reti in nazionale ― Germania under 19 | Cronologia completa delle presenze e delle reti in nazionale ― Germania under 19 | Cronologia completa delle presenze e delle reti in nazionale ― Germania under 19 | Cronologia completa delle presenze e delle reti in nazionale ― Germania under 19 |
| Data                                                                             | Città                                                                            | In casa                                                                          | Risultato                                                                        | Ospiti                                                                           | Competizione                                                                     | Reti                                                                             | Note                                                                             |
| -------------------------------------------------------------------------------- | -------------------------------------------------------------------------------- | -------------------------------------------------------------------------------- | -------------------------------------------------------------------------------- | -------------------------------------------------------------------------------- | -------------------------------------------------------------------------------- | -------------------------------------------------------------------------------- | -------------------------------------------------------------------------------- |
| 4-9-2019                                                                         | San Pedro del Pinatar                                                            | Spagna under 19                                                                  | 1 – 1                                                                            | Germania under 19                                                                | Amichevole                                                                       | -                                                                                | 45’                                                                              |
| 9-10-2019                                                                        | Glasgow                                                                          | Germania under 19                                                                | 3 – 0                                                                            | Andorra under 19                                                                 | Qual. Europeo Under-19 2020                                                      | 1                                                                                | 83’                                                                              |
| 12-10-2019                                                                       | Greenock                                                                         | Germania under 19                                                                | 9 – 2                                                                            | Bielorussia under 19                                                             | Qual. Europeo Under-19 2020                                                      | 2                                                                                | 70’                                                                              |
| 15-10-2019                                                                       | Glasgow                                                                          | Scozia under 19                                                                  | 1 – 0                                                                            | Germania under 19                                                                | Qual. Europeo Under-19 2020                                                      | -                                                                                | 30’                                                                              |
| 13-11-2019                                                                       | Ballymena                                                                        | Portogallo under 19                                                              | 1 – 2                                                                            | Germania under 19                                                                | Torneo 4 Nazioni                                                                 | -                                                                                | 71’                                                                              |
| 15-11-2019                                                                       | Portadown                                                                        | Germania under 19                                                                | 1 – 2                                                                            | Norvegia under 19                                                                | Torneo 4 Nazioni                                                                 | -                                                                                | 75’                                                                              |
| Totale                                                                           |                                                                                  | Presenze                                                                         | 6                                                                                |                                                                                  | Reti                                                                             | 3                                                                                |                                                                                  |

## Palmarès

### Club

#### Competizioni giovanili
- Coppa di Germania u-19: 1

Stoccarda: 2019

#### Competizioni nazionali
- Campionato tedesco: 1

Bayern Monaco: 2019-2020
- Coppa di Germania: 1

Bayern Monaco: 2019-2020
- 3. Liga: 1

Bayern Monaco II: 2019-2020

#### Competizioni internazionali
- AFC Champions League Two: 1

Sharjah: 2024-2025